# Lewy Kocioł

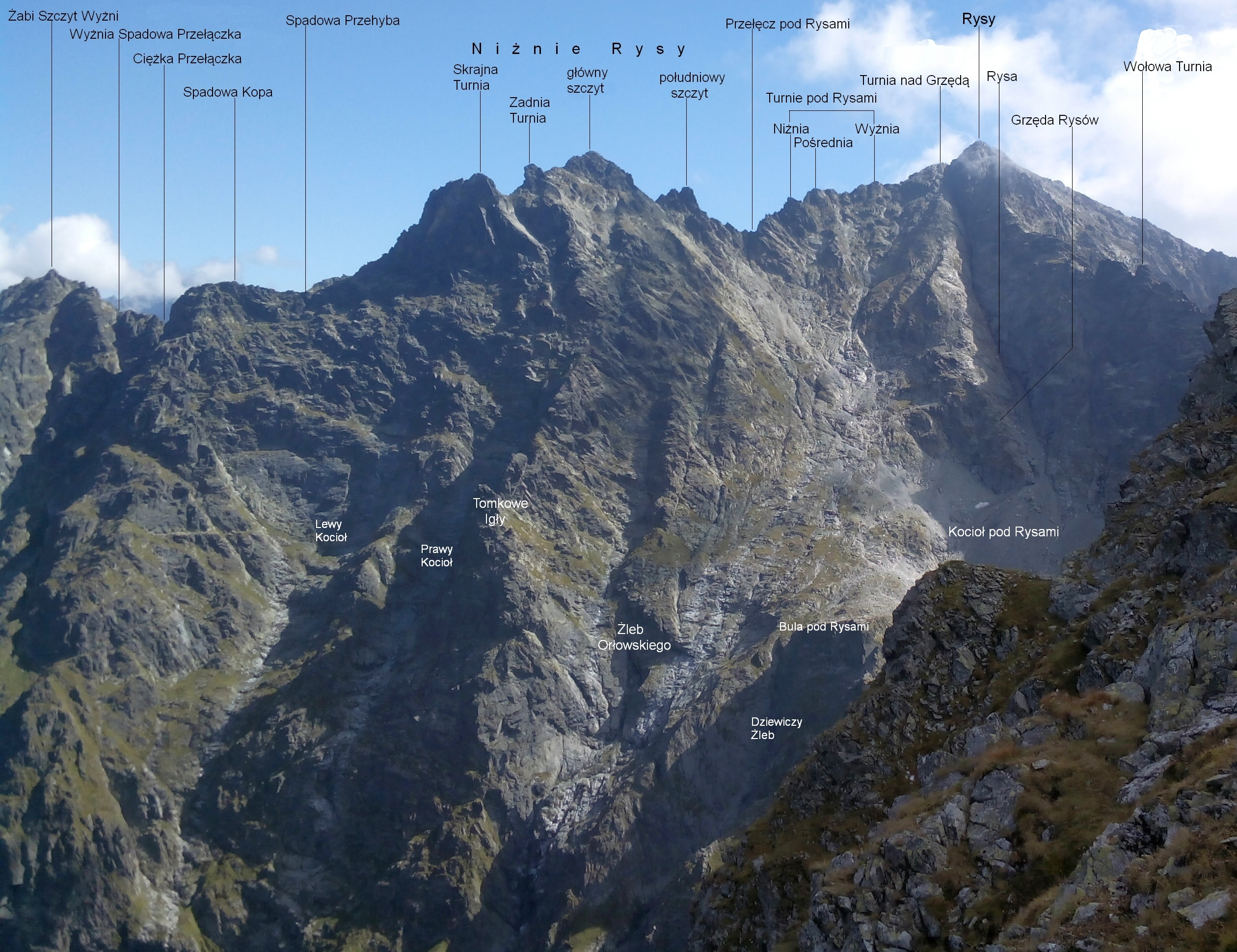
Widok z Mięguszowieckich Szczytów

Lewy Kocioł (niem. Linker Kessel, słow. Ľavý kotol, węg. Baloldali-katlan) – niewielki kocioł w masywie Niżnich Rysów w Tatrach Polskich. Znajduje się w lewej depresji opadającej na zachód spod ściany Spadowej Kopy i północnego wierzchołka Niżnich Rysów. Lewy Kocioł znajduje się mniej więcej na tej samej wysokości co Prawy Kocioł, a w ogóle prawa i lewa depresja na zachodnich zboczach Niżnich Rysów wykazują spore podobieństwo. Lewy Kocioł jest skalisto-trawiasty i przedzielony w górnej części poprzecznie dwoma pasami stromych płyt osiągających wysokość do 50 m. Powyżej płyt przez całą szerokość depresji ciągnie się szeroka, częściowo piarżysta, częściowo trawiasta półka.
Autorem nazwy kotła jest Władysław Cywiński.

## Drogi wspinaczkowe
Przez depresję z Lewym Kotłem prowadzi droga wspinaczkowa. Inna droga trawersuje dolną część Lewego Kotła.
1. Lewą depresją i lewą częścią ściany kopuły szczytowej; III, odcinek V+ w skali tatrzańskiej, czas przejścia 5 godz.
2. Dolny trawers z  Wyżniego Białczańskiego Żlebu przez północno-zachodnią ścianę i zachodnią grzędę na Bulę pod Rysami; 0, 0+, kilka miejsc I, dwa miejsca II, 45 min[2].